# The Good Food Institute
O The Good Food Institute (GFI) é uma organização sem fins lucrativos 501(c)(3) que promove alternativas à base de plantas e células aos produtos de origem animal, especialmente carne, laticínios e ovos. Foi criado em 2016 pela organização sem fins lucrativos Mercy For Animals, tendo Bruce Friedrich como diretor executivo. O GFI tem mais de 150 funcionários em seis afiliadas nos Estados Unidos, Índia, Israel, Brasil, reigão Ásia-Pacífico e Europa. O GFI foi uma das quatro "principais instituições de caridade" de 2022 da Animal Charity Evaluators.

## Missão
Uma das principais motivações para a fundação do GFI foi abordar os impactos negativos da pecuária global, particularmente a contribuição do setor para o aquecimento global, a resistência antibiótica e a degradação ambiental. Para esse fim, o GFI trabalha para "tornar as proteínas alternativas acessíveis, econômicas e deliciosas", uma vez que as alternativas de produtos animais à base de plantas e células contribuem significativamente menos para os problemas mencionados acima.

## Atividades
O GFI envolve cientistas, formuladores de políticas e empresários em uma variedade de atividades para promover o setor de proteínas alternativas, que inclui fabricantes e varejistas de produtos à base de plantas, agricultura celular e fermentação de proteínas.

### Suporte estratégico
O GFI oferece suporte estratégico a empresas iniciantes e estabelecidas na área de alimentos, restaurantes e grandes produtores de carne para ajudá-los a desenvolver e divulgar proteínas alternativas.

### Pesquisa científica
O GFI cria recursos de acesso aberto e publica pesquisas científicas sobre tecnologias de produção de carne à base de plantas e células.

### Pesquisa de mercado
O GFI publica relatórios anuais sobre os setores de fermentação de proteínas, agricultura celular e proteínas à base de plantas. Os relatórios de 2020 indicam:
- Proteínas à base de plantas: As empresas americanas de carne, ovos e laticínios à base de vegetais arrecadaram US$ 2,2 bilhões em 2020, triplicando o valor de 2019.[18] O valor do mercado de varejo de produtos à base de vegetais dos EUA foi igual a US$ 7 bilhões em 2020.[18][19]

- Agricultura celular: As empresas de carne à base de células arrecadaram US$ 366 milhões em 2020, aumentando o valor de 2019 em quase seis vezes.[20] O setor cresceu de 55 para mais de 70 empresas.[20][21][22]

- Fermentação: O setor de fermentação de proteínas alternativas consiste em aproximadamente 50 empresas que, em conjunto, atraíram investimentos de US$ 587 milhões em 2020.[23][24]

Em 2018, a empresa de pesquisa sem fins lucrativos Faunalytics fez uma parceria com o GFI para medir as atitudes do consumidor em relação à carne à base de células quando apresentada com informações sobre seus benefícios ambientais e sociais. Sessenta e seis por cento dos entrevistados disseram que experimentariam a carne à base de células; 53% a consumiriam em vez da carne produzida convencionalmente; 46% a comprariam regularmente; 40% estariam dispostos a pagar mais por ela.

### Concessão de subsídios
O GFI administra um programa competitivo de concessões de pesquisa para financiar pesquisas científicas de acesso aberto para o desenvolvimento de carnes à base de plantas e de células. Em 2021, o GFI garantiu 38 concessões, totalizando mais de US$ 7 milhões.

### Conferência The Good Food
Todos os anos, em setembro, o GFI realiza uma conferência que reúne líderes dos setores de produtos de base vegetal e celular, da comunidade de pesquisa, do capital de risco, do setor de tecnologia e do setor alimentício tradicional.

### Ação legal
O GFI entrou com várias ações judiciais para contestar as políticas e regulamentações implementadas por vários estados dos EUA e agências federais que proíbem os produtores de produtos à base de plantas de rotularem produtos que usem terminologia convencionalmente associada a produtos de origem animal, como "leite de soja" e "hambúrguer vegetariano".

## Governança
Em 2021, os funcionários do GFI relataram que tinham medo de discordar abertamente de seus superiores devido ao medo de retaliação. Por esse motivo, a Animal Charity Evaluators removeu o GFI de sua lista de "principais instituições de caridade" por um ano, reintegrando-a em 2022.
A Animal Charity Evaluators declararou em 2022 que, desde sua última avaliação, "a liderança do GFI tomou uma série de medidas, como treinar os funcionários sobre como usar o sistema de denúncias anônimas, distribuir uma pesquisa anônima para os funcionários solicitando feedback sobre seu conforto em expressar suas opiniões sem medo de retaliação e usar a linha direta de denúncias anônimas e fornecer treinamento anti-retaliação para todos os supervisores e funcionários. Com base nessas informações limitadas, nossa impressão é que a liderança está trabalhando para resolver essas situações."

## Recepção
Em 2018, o GFI participou da aceleradora de startups Y Combinator, recebendo financiamento e apoio estratégico. A Y Combinator lista "agricultura celular e carne limpa" como uma de suas prioridades de financiamento, afirmando que "o mundo se beneficiará enormemente de uma produção de carne mais sustentável, mais barata e mais saudável".
O GFI tem vínculos com o movimento do altruísmo eficaz, tendo recebido endossos e apoio financeiro de várias organizações afiliadas ao movimento. Por exemplo, a Open Philanthropy concedeu ao GFI vários subsídios importantes para apoiar suas operações gerais e expansão internacional, totalizando US$ 6,5 milhões em agosto de 2021.
A Waking Up Foundation de Sam Harris recomenda o GFI como uma de suas principais instituições de caridade.
Em 2022, o GFI foi escolhido como uma das quatro principais instituições de caridade pela Animal Charity Evaluators.